# Морска миля
Морска миля е единица за разстояние, обвързана със SI, но не част от нея. Използва се по целия свят в областта на авиацията и корабоплаването. Често е използвана и в международните закони и споразумения, най-вече за определянето на границите на териториални води.

## Дефиниция
Една морска миля е равна на точно 1852 метра (1,852 km).

## История
Исторически морската миля е дефинирана като дължината на една минута (1/60 от градуса) от дъгата на меридиана. Така тя може да се използва за приблизително измерване на промяната на географската ширина по навигационна карта.
Тъй като Земята не е съвършена сфера, всеки меридиан не е съвършена полуокръжност и дължината на една минута от него е различна на полюса и на екватора. Това е една от причините дължината на морската миля да се стандартизира от Международната извънредна географска конференция през 1929 г. в Монако – една морска миля става равна точно на 1852 m. Оттогава повечето страни по света са приели официалната дефиниция.
През XIX век в САЩ морската миля е дефинирана като 6080,2 фута (1853,249 m) на основата на измервания на Земята от американски учени. Международната мярка бива приета през 1954 г.
В Обединеното кралство дефиницията е определена като точно 6080 фута (1853,184 m), с 800 фута по-дълга от сухопътната миля. За яснота тази единица понякога бива наричана „адмиралтейска миля“ (по британското Адмиралтейство). Кралската хидрографска служба приема международната дефиниция през 1970 г.

## Свързани единици
Производна единица на морската миля е морският възел – единица за скорост на кораби и самолети, която се дефинира като „една морска миля за час“.
В корабоплаването се използва и единицата кабелт, понякога дефинирана като една десета от морската миля, въпреки че днешната официална дефиниция е доста по-прецизна.